# Lazina Čička
Lazina Čička je naseljeno mjesto u Republici Hrvatskoj. Nalazi se u Turopolju u Zagrebačkoj županiji. Administrativno pripada gradu Velikoj Gorici. Proteže se na površini od 6,97 četvornih kilometara. Prema popisu stanovništva iz 2011. godine naselje ima 566 stanovnika koji su raspoređeni u 124 kućanstva. Gustoća naseljenosti u Lazini Čičkoj iznosi 81 stanovnika po km². 

## Stanovništvo
| broj stanovnika | 233   | 254   | 295   | 308   | 313   | 366   | 340   | 339   | 367   | 381   | 384   | 359   | 357   | 341   | 436   | 566   | 582   |
|                 | 1857. | 1869. | 1880. | 1890. | 1900. | 1910. | 1921. | 1931. | 1948. | 1953. | 1961. | 1971. | 1981. | 1991. | 2001. | 2011. | 2021. |